# 税の帰着
経済学において税の帰着（Tax incidence）、税の転嫁、税の負担（tax burden）とは、特定の税がもたらす経済的福利の分配効果のことである。経済学者は、最初に課税される事業体と、最終的に税負担を負う事業体とを区別する。税負担の計測では、税を課す前と後での実質所得または効能の差を計ることで、現実の税の経済的負担を重みを測定している。課税対象の個人は、実際の税をすべてを負担する必要はない。代表的な例としては、雇用主と従業員で構成される企業がある。雇用主に課される税は多くに分散される。
税の帰着についての理論は、様々な現実的回答をもたらす。たとえば米国におけるソーシャルセキュリティーの給与税は、雇用主と従業員で折半される。しかし一部の学者は、雇用主は賃金を下げる形で税金を従業員に転嫁するため、従業員が税金のほぼすべてを負担していると考える。したがって、税の帰着は従業員にかかるとされている。

## 税の帰着の例
農家が生産するリンゴの樽あたり、1ドルの税金が発生するとする。農家がリンゴの価格を1ドル上げる形で、消費者に税のすべてを転嫁できる場合、消費者にとって製品（リンゴ）は価格弾力性がないとされる。この場合では、消費者が税金の全負担を負担しており、税の帰着は消費者にかかかるのである。
一方で、リンゴの農家が価格弾力性のために価格を上げることができない場合、農家は税負担を負うか、収入減に直面することになり、税の帰着は農家にかかる。リンゴ農家が1ドル未満であれば価格を引き上げることができる場合、消費者と農家は税負担を分けあっている。税の帰着が農民にかかる場合、この負担は通常、農地代や従業員の賃金など、関連する生産要素の所有者にさらに還元される。